# St. Bonifatius (Paderborn)
St. Bonifatius ist die Pfarrkirche der katholischen Kirchengemeinde St. Bonifatius im Stadtteil Stadtheide (Paderborn). Die Pfarrgemeinde gehört zum Pfarrverbund Nord-Ost-West im Dekanat Paderborn des gleichnamigen Erzbistums.

## Geschichte
Im Jahr 1919 wurde in der Stadtheide im Norden Paderborns eine Seelsorgestelle der Dompfarrei errichtet, für die es zunächst nur eine Holzkirche gab. Die Gemeinde umfasste zu diesem Zeitpunkt 1.200 Katholiken. 1928 wurde der Bau einer massiven Kirche beschlossen, der von Diözesanbaumeister Kurt Matern geplant wurde.
Am 21. April 1930 wurde durch den damaligen Pfarrvikar Köhne der Grundstein für das Kirchengebäude gelegt. Das fertiggestellte Gebäude wurde am 2. November 1930 durch Bischof Caspar Klein geweiht.
1938 wurde die Vikarie zur eigenständigen Pfarrei erhoben. Pfarrer wurde der Pfarrvikar Wilhelm Köhne. Ihm folgte 1964 Pfarrer Wilmes.
Nach dem Zweiten Weltkrieg war das Kirchengebäude stark beschädigt und erforderte Reparaturen. Weil zudem die Zahl der Gemeindemitglieder stark angestiegen war, entschloss man sich zu einem Neubau. Mit der Bauplanung wurde der Kölner Architekt Hans Schilling beauftragt. Diese Kirche wurde am 6. Juni 1981 durch Erzbischof Johannes Joachim Degenhardt geweiht.
Von Dezember 1985 bis Juni 2007 wirkte Pfarrer Erwin Hampel in der Gemeinde.
Nachdem die Kirche selbst und der Kindergarten St. Bonifatius errichtet waren, wurde noch ein Pfarrheim errichtet, dessen Bau 1988 fertiggestellt wurde.
2004 wurde die Gemeinde Teil des Pastoralverbunds Paderborn Nord-Ost. Pfarrer in St. Bonifatius und Leiter des Pastoralverbundes ist seit 2007 Pfarrer Thomas Stolz.
Seit dem 1. Januar 2013 gehört die zu diesem Stichtag aufgelöste Pfarrei St. Stephanus zu St. Bonifatius.
Zum 29. November 2015 wurde der Pastoralverbund Paderborn Nord-Ost, zu dem St. Bonifatius gehört, mit dem Pastoralverbund Paderborn West zum Pastoralverbund Paderborn Nord-Ost-West zusammengelegt.

## Architektur
Das Kirchengebäude ist ein Backsteinbau auf unregelmäßig-vieleckigem Grundriss. Bemerkenswert ist der Turm, dessen vier Geschosse sich nach oben stufenweise verjüngen. 

## Geläut
Im Turm sind vier Bronzeglocken aufgehängt, gestimmt auf e′, g′, a′ und h′. Die a′-Glocke entstand 1623. Die beiden großen Glocken wurden 1934 von Heinrich Humpert in Brilon aus Sondermessing gegossen. Die kleine Glocke goss 2004 die Glockengießerei Petit & Edelbrock in Gescher.

## Nutzung
Das Kirchengebäude wird für Gottesdienste genutzt. Das angrenzende zweigeschossige Pfarrheim wird von den Gruppen der Gemeinde genutzt, etwa vom Kirchenvorstand, dem Pfarrgemeinderat, der katholischen Frauengemeinschaft, der katholischen Arbeitnehmer-Bewegung, dem Kirchenchor, von Senioren, der Caritaskonferenz und der „Bonijugend“.